# Nouméa
Nouméa (phát âm tiếng Pháp: [numeˈa]) là thành phố thủ phủ của lãnh thổ Nouvelle-Calédonie thuộc Pháp. Thành phố nằm trên một bán đảo ở phía nam đảo chính Grande Terre, dân cư thành phố gồm có người gốc Âu, người Polynesia (người Wallis, người Futuna, người Tahiti), người Indonesia, người Việt, cũng như người Melanesia, Ni-Vanuatu và Kanak. Vì vậy, đây là một thành phố rất đa dạng về văn hóa nhưng chủ yếu là văn hóa châu Âu, nhất là văn hóa Pháp. Thành phố có cảng nước sâu chủ yếu của Nouvelle-Calédonie. Đây là một trong những thành phố công nghiệp hóa nhất ở Nam Thái Bình Dương.
Mặc dù dân số tương đối nhỏ (97 579), tính cả ngoại ô (163 723), Noumea là thành phố nói tiếng Pháp lớn nhất của Châu Đại Dương, hơn cả Papeete, và một trong những thành phố quan trọng nhất của Pháp ở hải ngoại (đứng thứ ba sau Saint-Denis và Saint-Paul, Réunion của Réunion, một vùng hải ngoại khác của Pháp ở châu Phi).

## Địa lý

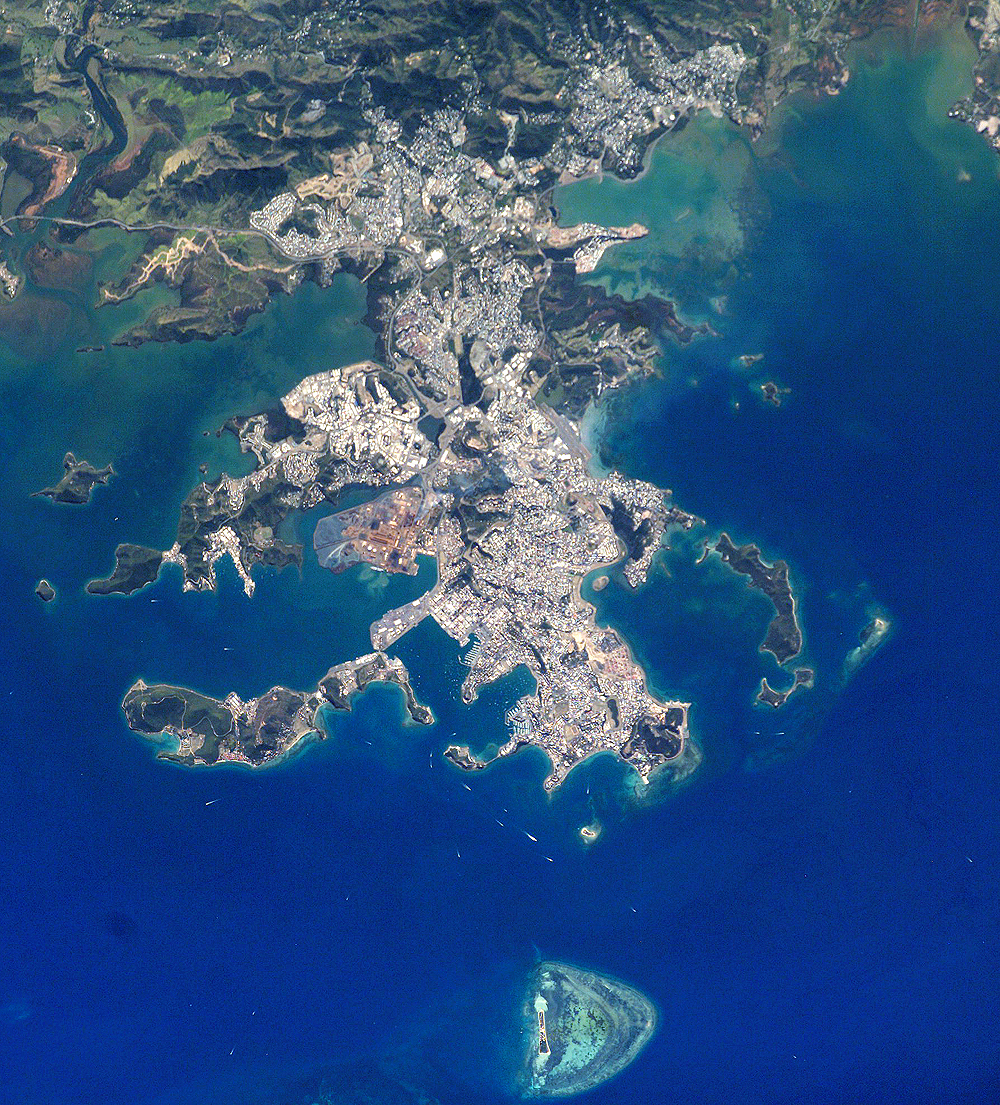
Ảnh vệ tinh của Noumea và phụ cận của Trạm vũ trụ quốc tế của NASA

Nouméa nằm trên một bán đảo tận cùng phía tây nam của Nouvelle-Calédonie. Tính độc đáo của thành phố là khu vực trung tâm và một số vùng lân cận (bao gồm cả khu công nghiệp Ducos) cơ bản là được xây dựng trên bờ biển và lấn biển, được tiến hành sau khi khai hoang các vùng đất ngập nước ven biển khác nhau trong thế kỷ 19 (trung tâm thành phố từ 1855 đến 1872, khu Latin và khu Montravel trong năm 1882) hay gần đây là lấn biển (khu vực công nghiệp, bến cảng, bến du thuyền, trong đó có Port-Moselle). Đảo Nou, trước đây là một trong những địa điểm tại giam thời thuộc địa của Nouvelle-Calédonie, nay trở thành một bán đảo nhân tạo và đổi tên thành Nouville sau khi được xây dựng kè, cầu nối với đảo trong những năm 1970 trong thời kỳ bùng nổ của ngành khai thác Nickel.

### Khí hậu
Ánh nắng mặt trời đặc biệt quan trọng, với ánh nắng mặt trời là 2.408,6 giờ trong năm 2006. Một trong những nơi có ánh nắng mặt trời mạnh nhất trên lãnh thổ Pháp. Khí hậu nhiệt đới, là một trong những thuận lợi của Lãnh thổ. Lượng mưa trung bình năm (thời gian 1966 - 1995) là 1.072 mm, mưa nhiều nhất (tính trung bình hơn 100 mm) từ tháng 1, tháng 2 và tháng 3. Nhiệt độ trung bình khoảng 26 °C cho mùa nóng (tháng 12, tháng 1, tháng 2, tháng 3, với nhiệt độ tối đa thường vượt quá 30 °C) và 20 °C trong mùa mát (tháng 7 và tháng 8, với tối thiểu đôi khi ở 17 °C buổi sáng sớm). Nhiệt độ đã được ghi nhận tại Noumea tối đa là 37 °C và tối thiểu 13,5 °C.
| Dữ liệu khí hậu của Noumea, New Caledonia | Dữ liệu khí hậu của Noumea, New Caledonia | Dữ liệu khí hậu của Noumea, New Caledonia | Dữ liệu khí hậu của Noumea, New Caledonia | Dữ liệu khí hậu của Noumea, New Caledonia | Dữ liệu khí hậu của Noumea, New Caledonia | Dữ liệu khí hậu của Noumea, New Caledonia | Dữ liệu khí hậu của Noumea, New Caledonia | Dữ liệu khí hậu của Noumea, New Caledonia | Dữ liệu khí hậu của Noumea, New Caledonia | Dữ liệu khí hậu của Noumea, New Caledonia | Dữ liệu khí hậu của Noumea, New Caledonia | Dữ liệu khí hậu của Noumea, New Caledonia | Dữ liệu khí hậu của Noumea, New Caledonia |
| Tháng                                     | 1                                         | 2                                         | 3                                         | 4                                         | 5                                         | 6                                         | 7                                         | 8                                         | 9                                         | 10                                        | 11                                        | 12                                        | Năm                                       |
| ----------------------------------------- | ----------------------------------------- | ----------------------------------------- | ----------------------------------------- | ----------------------------------------- | ----------------------------------------- | ----------------------------------------- | ----------------------------------------- | ----------------------------------------- | ----------------------------------------- | ----------------------------------------- | ----------------------------------------- | ----------------------------------------- | ----------------------------------------- |
| Trung bình ngày tối đa °C (°F)            | 28.9 (84.0)                               | 29.0 (84.2)                               | 28.5 (83.3)                               | 26.9 (80.4)                               | 25.2 (77.4)                               | 23.8 (74.8)                               | 22.6 (72.7)                               | 22.8 (73.0)                               | 23.8 (74.8)                               | 25.5 (77.9)                               | 27.0 (80.6)                               | 28.2 (82.8)                               | 26.0 (78.8)                               |
| Trung bình ngày °C (°F)                   | 26.0 (78.8)                               | 26.1 (79.0)                               | 25.6 (78.1)                               | 24.1 (75.4)                               | 22.5 (72.5)                               | 21.1 (70.0)                               | 20.0 (68.0)                               | 20.5 (68.9)                               | 21.1 (70.0)                               | 22.4 (72.3)                               | 23.9 (75.0)                               | 25.0 (77.0)                               | 23.2 (73.7)                               |
| Tối thiểu trung bình ngày °C (°F)         | 23.0 (73.4)                               | 23.2 (73.8)                               | 22.8 (73.0)                               | 21.4 (70.5)                               | 19.8 (67.6)                               | 18.5 (65.3)                               | 17.3 (63.1)                               | 17.5 (63.5)                               | 17.9 (64.2)                               | 19.2 (66.6)                               | 20.7 (69.3)                               | 21.9 (71.4)                               | 20.3 (68.5)                               |
| Lượng Giáng thủy trung bình mm (inches)   | 112.9 (4.44)                              | 123.1 (4.85)                              | 134.6 (5.30)                              | 110.5 (4.35)                              | 90.6 (3.57)                               | 128.7 (5.07)                              | 73.0 (2.87)                               | 70.1 (2.76)                               | 39.2 (1.54)                               | 53.2 (2.09)                               | 62.9 (2.48)                               | 72.7 (2.86)                               | 1.071,5 (42.18)                           |
| Số ngày giáng thủy trung bình             | 14.2                                      | 14.2                                      | 17.1                                      | 15.0                                      | 16.8                                      | 17.3                                      | 15.9                                      | 13.1                                      | 9.6                                       | 9.3                                       | 10.3                                      | 11.3                                      | 164.1                                     |
| Số giờ nắng trung bình tháng              | 232.5                                     | 209.0                                     | 201.5                                     | 198.0                                     | 176.7                                     | 156.0                                     | 182.9                                     | 201.5                                     | 222.0                                     | 251.1                                     | 249.0                                     | 260.4                                     | 2.540,6                                   |
| Nguồn: Đài thiên văn Hồng Kông            |                                           |                                           |                                           |                                           |                                           |                                           |                                           |                                           |                                           |                                           |                                           |                                           |                                           |

## Lịch sử

### Trước khi người Pháp đến
Mặc dù có nhiều thông tin khác nhau, hầu hết các nguồn tin quân sự của Pháp cho thấy rằng bán đảo không có người ở (hoặc gần như không có người ở) khi thành lập Port de France.

### Khai hóa

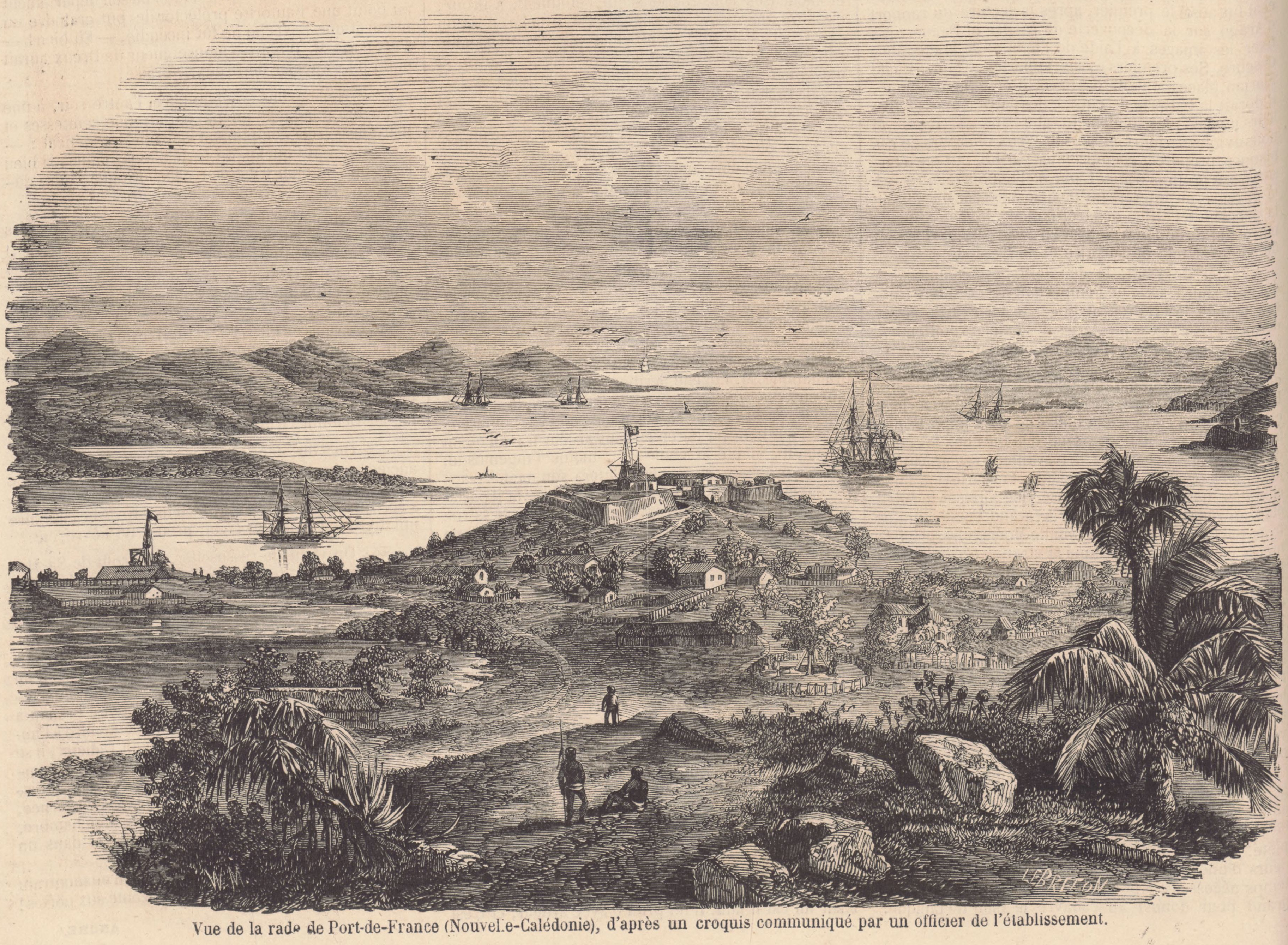
Phác họa Port-de-France (Nouvelle-Calédonie)

Sau khi Pháp sở hữu Nouvelle-Calédonie vào 24/9/1853, chính quyền thực dân mới tìm kiếm một nơi định cư và thiết lập một bến cảng để phục vụ cho quân sự và làm cho hòn đảo. Cuối cùng, họ đã tìm được một nơi lý tưởng, tránh được gió và tránh được các rạn san hô, trên một bán đảo phía tây nam của Grande Terre. Công việc xây dựng đầu tiên được bắt đầu vào năm 1857 ở Fort Constantine để xây dựng những cơ sở hạ tầng đầu tiên cho thuộc địa.
- Khu vực trung tâm thành phố hiện nay, từ 1865 đến 1872
- Khu Latin (đặt tên theo khu phố La Tinh của Paris ngăn cách bởi sông Seine thuở ban đầu là của thủ đô nước Pháp) về phía nam, năm 1882,
- Khu Montravel ở phía bắc trong năm 1879[3] (le maire toutefois reste nommé par le gouverneur jusqu'au 17[4]).

Sau đó, thành phố mở rộng dần theo hướng khai hoang lấn biển.

### Các nhà tù thuộc địa
Các thành phố dần dần sẽ phát triển với sự xuất hiện của người di cư, thương nhân, nhưng đặc biệt bởi sự có mặt từ năm 1864 đến 1894 của các nhà tù trên đảo Nou, trong các bến cảng của thành phố và bán đảo Ducos. Để tránh nhầm lẫn với Fort-de-France ở Martinique, tên của thành phố được đổi sang Nouméa ngày 02/06/1866. Sự xuất hiện của những người bị kết án tù đã cung cấp nguồn lao động miễn phí cho các thuộc địa, trong đó họ đã sử dụng chúng để thực hiện những công việc tầm cỡ, chẳng hạn như khai hoang khu vực đầm lầy của bán đảo (trại trẻ mồ côi, khu phố Latin), các san lấp gò đất Conneau giữa 1875 và 1877 để xây khu vực trung tâm thành phố hiện nay, xây dựng đường giao thông, phát triển cảng biển, xây dựng đường ống và ống dẫn để cung cấp nước cho xã. Nouméa và sau đó được hiện đại hóa, với ánh sáng công nghiệp trong năm 1887, sau đó là điện thoại và các dịch vụ vận chuyển đầu tiên. Chiếc xe hơi đầu tiên đến vào năm 1902, và từ 1914 đến 1939 Nouméa được kết nối với xã Paita bởi đường sắt.

### Nickel
Việc khai thác niken là một động lực để phát triển xã sau khi các nhà tù thuộc địa bị bãi bỏ trong năm 1894, đặc biệt là khi phát hiện ra rằng niken làm tăng đáng kể khả năng đàn hồi của thép. Sản xuất và chế biến nickel trở thành một vấn đề chiến lược cho nước Pháp vào đầu thế kỷ 20. Trong bối cảnh của cuộc chạy đua vũ trang vào đêm trước của cuộc Chiến tranh thế giới thứ nhất, và do đó đã thành lập nhà máy Doniambo ở Nouméa năm 1909 trong đó Pháp tập trung sản xuất nickel ở thuộc địa. Trong thời gian giữa hai cuộc chiến, Nouméa bị ảnh hưởng nặng nề bởi cuộc khủng hoảng của những năm 1930.

### Chiến tranh thế giới II
Sau khi các vụ đánh bom của Nhật Bản vào Trân Châu Cảng ngày 07/121941, chính phủ Mỹ quyết định chuyển một số cơ sở về Nouvelle-Calédonie vào năm 1942, trong thỏa thuận với chính quyền của Pháp từ 19/9/1940, và trong thực tế, một tàu sân bay khổng lồ "và căn cứ chính của mình cho các cuộc chiến tranh Thái Bình Dương . Người Mỹ đã mang theo văn hóa hiện đại ảnh hưởng sâu sắc đến người dân bản địa như: Coca-Cola, kẹo cao su, nhảy múa, đồ ăn nhanh. Đài tưởng niệm của Mỹ đặt tại Cảng Moselle.

### Bùng nổ khai thác Nickel
Sự hiện diện của quân đội Hoa Kỳ đã thúc đẩy nền kinh tế tăng trưởng bền vững của Nouvelle-Calédonie đạt đến đỉnh cao trong năm 1960-1970: là thời kỳ của "Bùng nổ khai thác Nickel", cho phép đảo được giàu lên một cách đáng kể, và đặc biệt Nouméa có sự hiện diện của nhà máy Doniambo SLN. Hậu quả là một làn sóng xây dựng thiếu quy hoạch.

### Sự kiện
Nhưng cuộc khủng hoảng kinh tế liên quan đến cuộc khủng hoảng dầu mỏ toàn cầu 1973 cũng ảnh hưởng đến New Caledonia, cộng hưởng bởi một cuộc khủng hoảng sắc tộc và chính trị gay gắt trong những năm 1980 giữa hai phe ly khai và trung thành. Nouméa là chỗ dựa của phong trào chống độc lập do có đa số dân là người gốc Âu. Tuy nhiên, sau cái chết ngày 11/01/1985 Yves Tual, một thanh niên Caldoches (Người gốc Âu sống trên đảo từ nhiều thế hệ) tuổi 17 bị giết bởi những người Melanesia, bạo lực đã diễn ra tại Nouméa: các cửa hàng của lãnh đạo phong trào ly khai đã bị cướp phá và đốt cháy. Tình hình ổn định sau khi ký kết Hiệp định Matignon. Năm 1998 thay thế bởi Hiệp định Noumea, trong đó xác định tình trạng hiện tại của Lãnh thổ và đặt thời hạn tổ chức trưng cầu dân ý về độc lập trong khoảng (2014-2019).

### Hiện tại
Từ những năm 1990, Thị trưởng Jean Lèques thực hiện một quá trình tái ổn định chính trị của thành phố. Trong chính sách tái phát triển của thành phố cộng với chính sách mở rộng do dân số Nouméa tăng trưởng cao (65 110 người trong năm 1989, 76 293 năm 1996 và 91 386 trong năm 2004 )). Sự phát triển dân số đã tạo ra các phân khu mới tiếp tục được xây dựng tại bán đảo. Tuy nhiên, cơ cấu việc làm đã thay đổi rất ít mặc dù có sự bùng nổ dân số di cư ra ngoại thành, và gần như tất cả công việc ở Đại đô thị Nouméa vẫn ở khu trung tâm.

## Chính trị
Noumea là một thành trì truyền thống của RPCR, ngày nay còn được biết đến như là Rassemblement-UMP, đảng được thành lập bởi những người chống độc lập do Jacques Lafleur lãnh đạo. Từ 1978 đến 2007. Thị trưởng hiện tại là Jean Lèques, tại vị từ 1986 và tái đắc cử ngay từ vòng bỏ phiếu đầu tiên cho đến năm 2008 (56,8% phiếu bầu và 40 ghế trong số 49 trong năm 1995, 53,39% và 39 được bầu vào năm 2001).

## Nhân khẩu
Thành phố có 97.579 dân Noumea trong tổng điều tra cuối cùng năm 2009. Mặc dù dân số gần 50% người gốc châu Âu, Nouméa là một thành phố quốc tế. Nó từ lâu đã được gọi là xã "của Nouméa da trắng" vì tỷ lệ cao dân số gốc châu Âu,(56,7% dân số gốc châu Âu nằm ở Nouméa trong 1996, và 80,9% ở khu vực đại đô thị). Năm 1996, hơn một phần tư (28,99%) người Kanak bây giờ sống ở Đại đô thị Nouméa, hai phần ba còn lại (67%) tại trung tâm thành phố, và người Melanesia Nouméa là 22,5%. Đại đô thị Nouméa tập trung dân cư là người Wallis và Futuna không chỉ ở thành phố (9,1% dân số trong năm 1996), mà đặc biệt là trong cộng đồng ngoại ô với 22,5% dân số. Ngoài ra, một lượng lớn cộng đồng châu Á, chủ yếu là người Indonesia (3% và 3,5% ở Nouméa ở Đại đô thị Nouméa) và người Việt (tương tự là 2,9% và 2,28%) nhưng cũng có một số người Trung Quốc · . Hầu hết các cửa hàng, cửa hàng thực phẩm và cửa hàng tạp hóa nằm trong tay người Hoa.
| 1854   | 1864   | 1887   | 1891   | 1911   | 1921   | 1926   | 1931   | 1936   | 1946   | 1951   |
| ------ | ------ | ------ | ------ | ------ | ------ | ------ | ------ | ------ | ------ | ------ |
| 129    | 1.200  | 8.000  | 8.712  | 8.847  | 9.336  | 10.226 | 12.237 | 8.994  | 10.605 | 11.450 |
| 1956   | 1963   | 1969   | 1974   | 1976   | 1983   | 1989   | 1996   | 2004   | 2009   |        |
| 22.235 | 34.990 | 41.853 | 59.052 | 56.078 | 60.112 | 65.110 | 76.293 | 91.386 | 97.579 |        |
|        |        |        |        |        |        |        |        |        |        |        |

### Tôn giáo
Các tôn giáo chiếm ưu thế là Kitô giáo (Công giáo và Tin lành), những người định cư người Pháp ngay lập tức thiết lập tôn giáo của họ. Giáo phận được thành lập năm 1847 và trở thành tổng giáo phận trong năm 1966.
Phật giáo tồn tại trong cộng đồng Việt Nam, theo nhánh Phật giáo Đại Thừa truyền thống tại Việt Nam. Có ngôi chùa Phổ Đà Nam Hải, với những ngôi nhà theo phong cách Việt nằm ở lối vào của Tina, gần sân bay Magenta .

## Thành phố kết nghĩa
Nouméa kết nghĩa với:
- Gold Coast, Úc
- Nice, Pháp
- Papeete, Polynesia thuộc Pháp
- Taupo, New Zealand

## Người nổi tiếng
- Ilaïsaane Lauouvéa - chính khách[14]